# آبشار دیز

آبشار دیز در دیز در ۴۰ کیلومتری جنوب شهرستان خلخال در استان اردبیل واقع گردیده‌است. ارتفاع این منطقه از سطح دریا ۱۵۵۰ می‌باشد. این آبشار در میان تنگه ای عمیق قرار دارد و تاج آن نسبت به کف دره بیرون‌زدگی زیادی دارا است.